# Igino Sderci
Nicolo Igino Sderci (Gaiole in Chianti, 7 dicembre 1884 – Firenze, 24 maggio 1983) è stato un liutaio italiano.

## Biografia
Costruttore di ottima abilità, ha realizzato oltre 700 strumenti. Ha vinto la medaglia d'oro al concorso stradivariano del 1937, a Cremona, per il bicentenario della morte di Stradivari, e nel 1949.
Figlio di una famiglia di agricoltori con una certa predisposizione per la lavorazione del legno, lavora per 19 anni come intagliatore presso il laboratorio dei Corsini di Siena, suoi parenti; nel frattempo aveva costruito il suo primo violino da autodidatta, violino che sottopone al giudizio del proprietario di un negozio di strumenti musicali di Siena, signor Olmi. Quest'ultimo rimane stupito dalle capacita dello Sderci e approfittando della presenza a Siena nel 1917 di Leandro Bisiach, che si trovava presso il conte Guido Chigi-Saracini in città per allestire un museo di strumenti classici, gli presentò lo Sderci.
Ha iniziato a dedicarsi alla liuteria a Siena, trasferendosi a Milano nel 1917 per lavorare presso il laboratorio di Leandro Bisiach dove si è perfezionato.
In quel periodo a Siena, soprattutto grazie al conte Chigi, arrivarono molti strumenti musicali di autori cremonesi, grazie a questo lo Sderci poté visionare tanti strumenti, prenderne misure, spessori bombature, sgusce, forme e calchi, materiale che gli fu molto utile per la sua attività da liutaio.
Infine si trasferì a Firenze nel 1924, aprendo il suo laboratorio in via Montanara 6.
Sderci si basava su modelli classici italiani (come Stradivari e Guarneri), con ottima personalità nel disegno e nell'interpretazione dei dettagli (ricci, punte, bordi). Gli strumenti sono tutti di ottimo livello, lavorazione, intaglio, e guscio impeccabile. Usava una vernice sottile, di colore giallo ambrato spesso su fondo durato, in alcuni casi leggermente più rossa.
Liutaio di riferimento per molti altri liutai dell'epoca, note le sue collaborazioni e gli scambi epistolari con Simone Fernando Sacconi.
Particolarmente apprezzate le sue viole, forse la più nota è la "Farulli" costruita nel 1939 su forma Pietro Giovanni Guarneri per il musicista Piero Farulli e da lui particolarmente apprezzata. Il Farulli, entusiasta della bellezza e dal suono dello strumento, non volle che fosse verniciato: lo suonò fino a che il legno, con il sudore della mani e con la colofonia rilasciata dall'arco con lo sfregamento sulle corde, si rovinò. Solo a quel punto fece verniciare la viola.
Tra i suoi allievi il figlio Luciano Sderci nato a Siena nel 1924 che proseguì il lavoro del padre e Roberto Ignesti, violinista e professore d'orchestra.